# Coelidiana diminuta
Coelidiana diminuta är en insektsart som beskrevs av Chiamolera och Rodney Ramiro Cavichioli 2005. Coelidiana diminuta ingår i släktet Coelidiana och familjen dvärgstritar. Inga underarter finns listade i Catalogue of Life.